# Chillenden
Chillenden är en by i civil parish Goodnestone, i distriktet Dover, i grevskapet Kent, i England. Byn är belägen 13 km från Canterbury. Chillenden var en civil parish fram till 1935 när blev den en del av Goodnestone. Civil parish hade 130 invånare år 1931. Byn nämndes i Domedagsboken (Domesday Book) år 1086, och kallades då Cilledene.